# Сім'я (Доктор Хаус)
«Сім'я» (англ. Family)  — двадцять перша серія третього сезону американського телесеріалу «Доктор Хаус». Прем'єра епізоду проходила на каналі FOX 1 травня 2007. Доктор Хаус і його команда мають врятувати хлопчика, який в свою чергу має стати донором для брата з лейкемією.

## Сюжет
У 14-річного Ніка лейкемія. Щоб врятувати хлопчика його брат Метт стає донором кісткового мозку. Проте перед процедурою він чхнув, що вказує на хворобу. Аналізи на всі прості інфекції негативні. Хаус думає, що зараз побачити інфекцію неможливо, але якщо збільшити її інтенсивність, то можна буде іденфікувати. Метту ослабляють імунну систему, а Форман і Чейз вирішують перевірити будинок. На подвір'ї вони знаходять брудну колонку, але Метт каже, що не пив з неї, бо вона дуже брудна. Також він зізнається, що у нього набрякли яєчка. Чейз та Кемерон беруть аналіз сечі, роблять тести на ешеріхію Колі, клепсієллу, туберкульоз і бруцельоз, аналізи крові на антеровіруси і аденовіруси. Тим часом Форман починає шукати нового донора для Ніка на випадок, якщо Метт не встигне одужати. Тести і аналізи виявляються негативними, тому Чейз починає думати, що не одна інфекція винна у погіршені стану. Він з Кемерон приходить до висновку, що у Метта розвинулись проблеми із серцем. Під час перевірки Кемерон помічає новоутворення у мітральному клапані, а щоб вилікувати це хлопчика потрібно тримати на антибіотиках місяць, в той час коли у Ніка є лише чотири дні.
Хаус пропонує зробити відкриту операцію на серці, взяти кістковий мозок, очистити його від інфекції і пересадити Ніку. Така операція не дозволить Метту в майбутньому грати в активні ігри, проте батьки хочуть врятувати іншого сина і дають згоду на операцію. Проте перед операцією Вілсон робить біопсію новоутворення і розуміє, що воно спричинене не інфекцією. А тому операцію відміняють. Кемерон вважає, що у Метта автоімунне захворювання, але Форман думає, що інфекція вірогідніша. Хаус дає розпорядження знайти автоімунну хворобу. Проте Чейз і Кемерон не виявляють її, тим часом у Ніка починають кровоточити капіляри, що вказує на погіршення його стану. Форман розповідає батькам хлопчиків, що є донор для пересадки, але ймовірність 4 до 6. Вілсон просить батьків дати їм ще часу, щоб знайти хворобу, але вони дуже налякані і вимагають пересадку, хоч вона і небезпечна. Незабаром у Метта починається кровотеча з вуха. Хаус вирішує припинити лікування, щоб побачити чи кровотеча спричинена ліками чи інфекцією. Інфекція бере гору.
Досі хвороба не проявлялась через те, що Метту давали сильні ліки, проте команді і Хаусу з Вілсоном необхідно знати, яка саме хвороба вражає Метта. Хаус вирішує запропонувати батькам заразити Ніка хворобою Метта, через опромінення імунітет Ніка вбитий, а тому хвороба швидко розростеться і лікарі зможуть її виявити. Проте батьки не хочуть ризикувати Ніком, щоб врятувати Метта. Хаус пояснює, що пересадка кісткового мозку Ніку від поганого донора вбиває його, а тому він хоча б може врятувати брата. Але батьки все одно стоять на своєму. Форман пропонує продовжувати шукати інфекцію, а Хаус йде до Ніка і розповідає йому, що він може врятувати брата. Почувши новину Нік вмовив батьків, проте Форман дізнається, що у Метта гістоплазмоз. Метта можна швидко вилікувати, проте хвороба вже потрапила до кісткового мозку і тому він все одно не може бути донором. Але під час лікування Метта Форман вирішує взяти його спинний мозок. Невдовзі Ніку роблять пересадку і починають лікування від гістоплазмозу.

## Цікавинки
- Протягом серії Хаус воює з собакою Вілсона Гектором, а кінці Вілсон забирає його, щоб передати колишній дружині. Зі сцени прощання можна зрозуміти, що Хаус і Гектор подружилися.